# Okres Vác
Okres Vác (maďarsky Váci járás) je jedním z osmnácti okresů maďarské župy Pest. Jeho centrem je město Vác.

## Sídla
V okrese se nachází celkem 18 měst a obcí.
Města
- Őrbottyán
- Vác

Obce
- Acsa
- Csörög
- Csővár
- Galgagyörk
- Kisnémedi
- Kosd
- Penc
- Püspökhatvan
- Püspökszilágy
- Rád
- Sződ
- Sződliget
- Vácduka
- Váchartyán
- Váckisújfalu
- Vácrátót